# Sentier de grande randonnée 121
Le sentier de grande randonnée 121 (GR 121) relie Wavre, en région Région wallonne (Belgique) à Boulogne-sur-Mer, dans le département du Pas-de-Calais (France).
Sentiers associés : GR 121A, GR 121B et GR 121C.

## Itinéraire

### Belgique

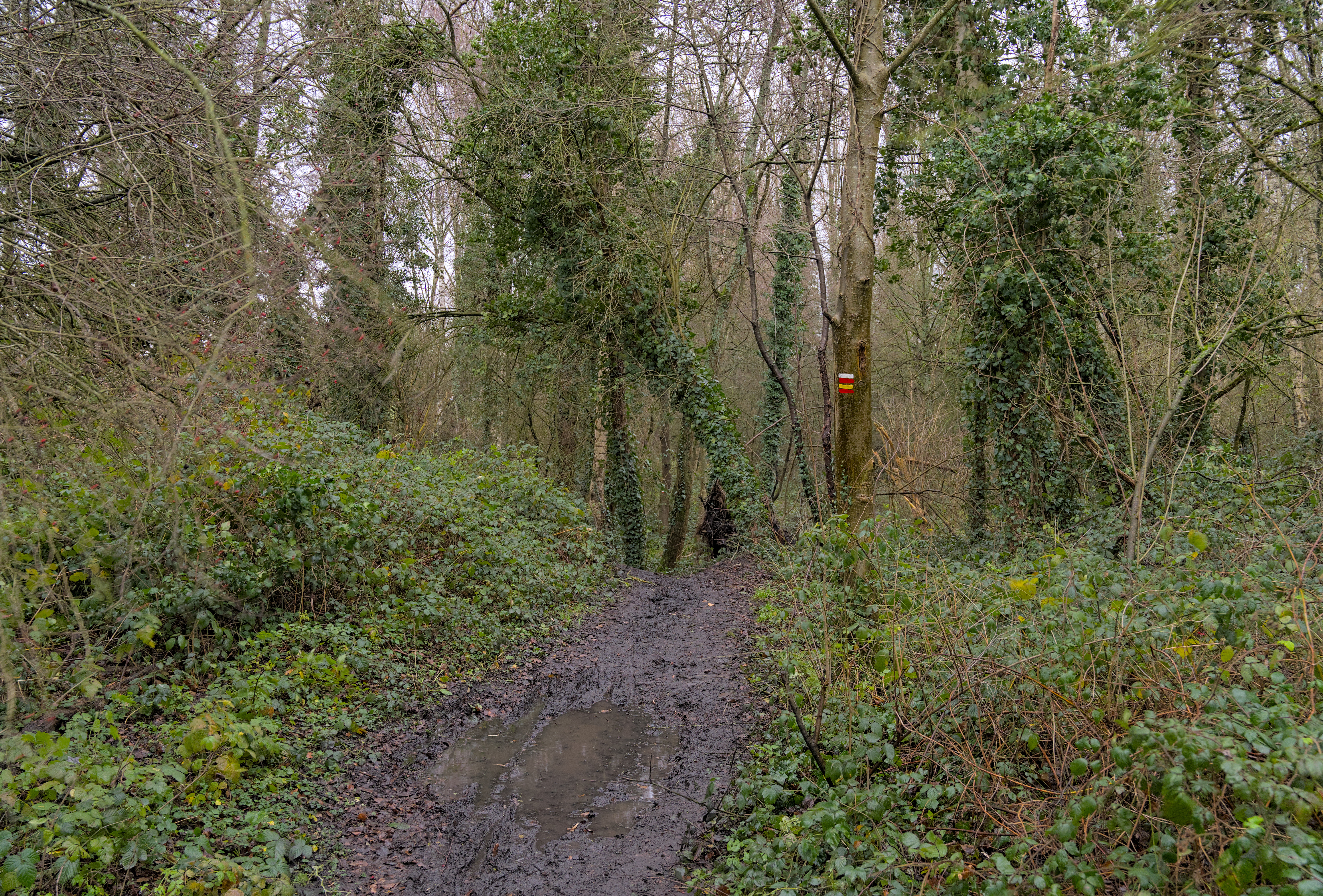
La GR 121 dans le parc naturel des Plaines de l'Escaut.

- Braine-le-Comte, intersection avec le GR 12 vers Bruxelles
- Attre, au Pays d'Ath, intersection avec le GRP 123 belge
- Bon-Secours, intersection avec le GR 122

### France

#### Nord
- Marchiennes (Parc naturel régional Scarpe-Escaut), départ du GR 121B vers Bailleul et le GR 128
- Rieulay espace naturel du Terril et étang des Argales
- Lewarde
- Erchin
- Bugnicourt
- Aubigny-au-Bac, départ du GR 121C vers Le Quesnoy et le GR 122
- Brunémont

#### Pas-de-Calais
- Palluel
- Sailly-en-Ostrevent
- Arras, intersection avec le GR 145 et départ du GR 127
- Avesnes-le-Comte
- Rebreuviette, départ du GR 124
- Frévent
- Hesdin   Forêt domaniale d'Hesdin
- Contes, départ du GR 123 au lieu-dit Buisson de Pierrepont
- Montreuil-sur-Mer
- Neufchâtel-Hardelot
- Condette
- Équihen-Plage
- Boulogne-sur-Mer